# Selá
Selá – rzeka na Islandii, w północno-wschodniej części wyspy, w pobliżu miasta Vopnafjörður i fiordu o tej nazwie. Rzeka jest jednym z ważniejszych ośrodków połowu łososia.